# Genévrier de Virginie
Juniperus virginiana
Espèce
Classification phylogénétique
Statut de conservation UICN

 LC  : Préoccupation mineure
Répartition géographique
J. virginiana var. virginiana (vert) et J. virginiana var. silicicola (rouge)
Le Genévrier de Virginie (Juniperus virginiana) est une espèce de genévrier (Juniperus), originaire de l'est de l'Amérique du Nord. L'huile essentielle issue du bois est riche en sesquiterpènes (thuyopsène), aux propriétés anti-inflammatoires et en sesquiterpénol (cédrol) ; elle est aussi décongestionnante et stimulante pour les circulations veineuse et lymphatique.

## Distribution et habitat
L'arbre se trouve dans les régions orientales de l'Amérique du Nord, de la Floride au sud à l'Ontario et l'ouest du Québec au nord. Au Québec, sa répartition est très restreinte : il n'est présent que dans la vallée de la rivière des Outaouais.
Il pousse sur des sols pauvres et peu profonds en formations uniques. Il pousse également dans des forêts mixtes avec des feuillus comme le chêne quercitron, le Jaquier noir et le Caryer tomenteux.
L'arbre apprécie les sols calcaires, un bon ensoleillement et peut vivre sur des terrains secs grâce à ses racines profondes. L'arbre fut introduit en Europe en 1648 où il est planté comme arbre ornemental.

## Description
Sa croissance est lente, à 20 ans il atteint seulement 3 à 4 mètres. Sa taille adulte varie de 15 à 20 mètres alors que le diamètre de son tronc ne dépasse pas les 50 centimètres. L'arbre peut vivre de 200 à 300 ans. Le port conique est étroit, son branchage est très dense. Il est intolérant à l'ombre.
Son écorce brun-rouge pèle par fines lamelles. Ses rameaux sont fins, épais d'environ 1 mm.
Ses feuilles se présentent sous forme d'aiguilles et de d'écailles. Les écailles mesurent de 1,5 à 2 mm et sont disposées en quatre rangées serrées sur le rameau. Les aiguilles sont longues de 5 à 8 mm. Elles sont acérées et poussent par paires opposées. Leur face externe est blanchâtre.
Les fruits ovoïdes mûrissent au cours de la première année. Longs de 5 à 6 mm, ils sont bleutés et abritent une ou deux graines. Les fruits sont appréciés par les oiseaux qui s'en nourrissent tout en répandant les graines dans la nature.